# Ftan
Ftan (tot 1943 officieel in het Duits Fetan) is een plaats en voormalige gemeente in het Zwitserse kanton Graubünden. Het telde eind 2013 als afzonderlijke gemeente 506 inwoners.
Op 1 januari 2015 werd Ftan opgenomen in de gemeente Scuol.
Ftan ligt boven de linkeroever van de Inn en bestaat uit twee dorpen: Ftan-Grond en Ftan-Pitschen: grond en pitschen betekenen in het plaatselijke Reto-Romaanse Vallader-dialect respectievelijk groot en klein.
In Ftan bevinden zich het Hochalpines Institut Ftan (een kostschool), een kabelbaanstation en een supermarkt. Er zijn regelmatige busverbindingen met Scuol.

## Fotogalerij Ftan en omgeving.

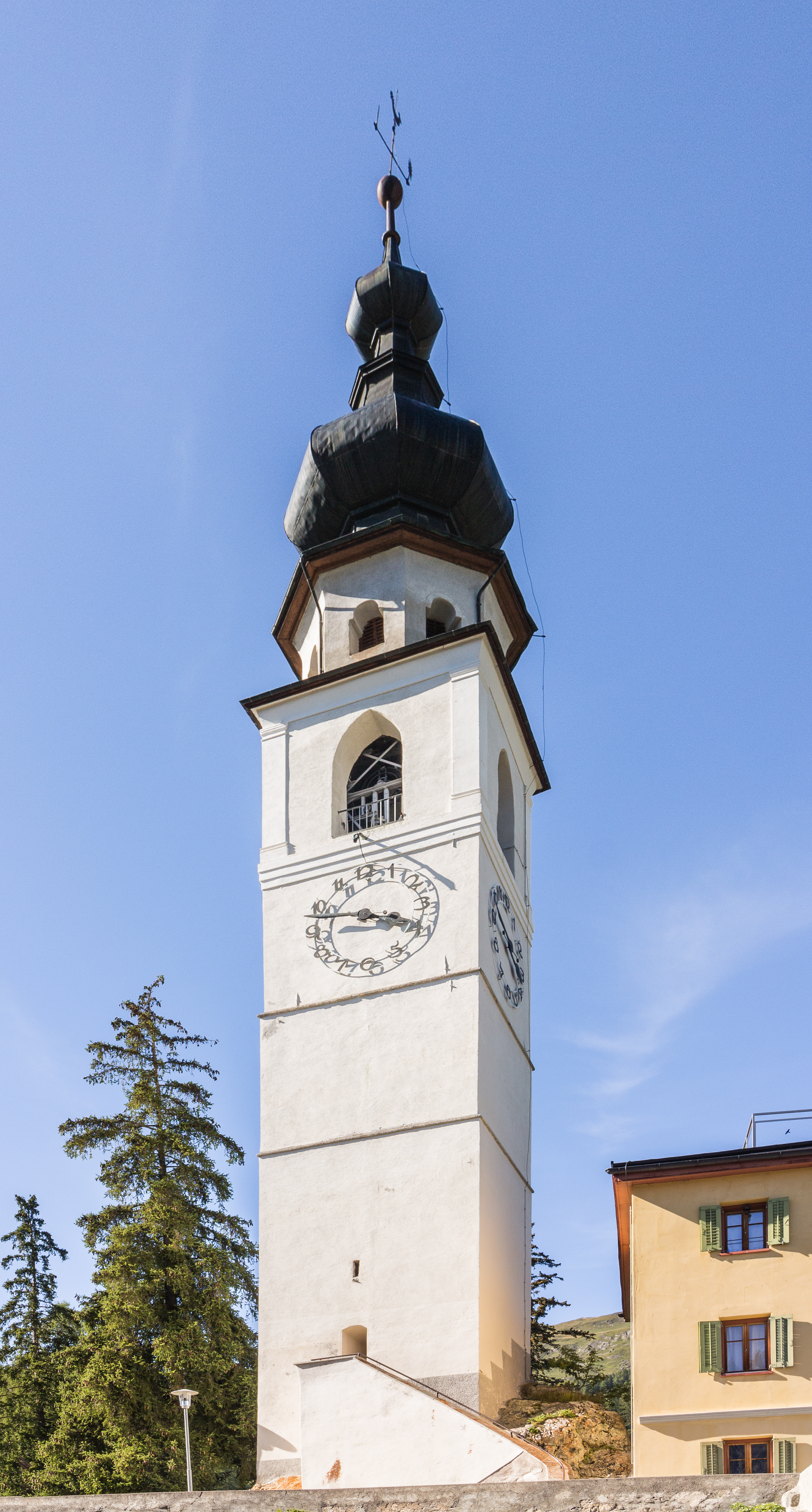
Kerktoren.
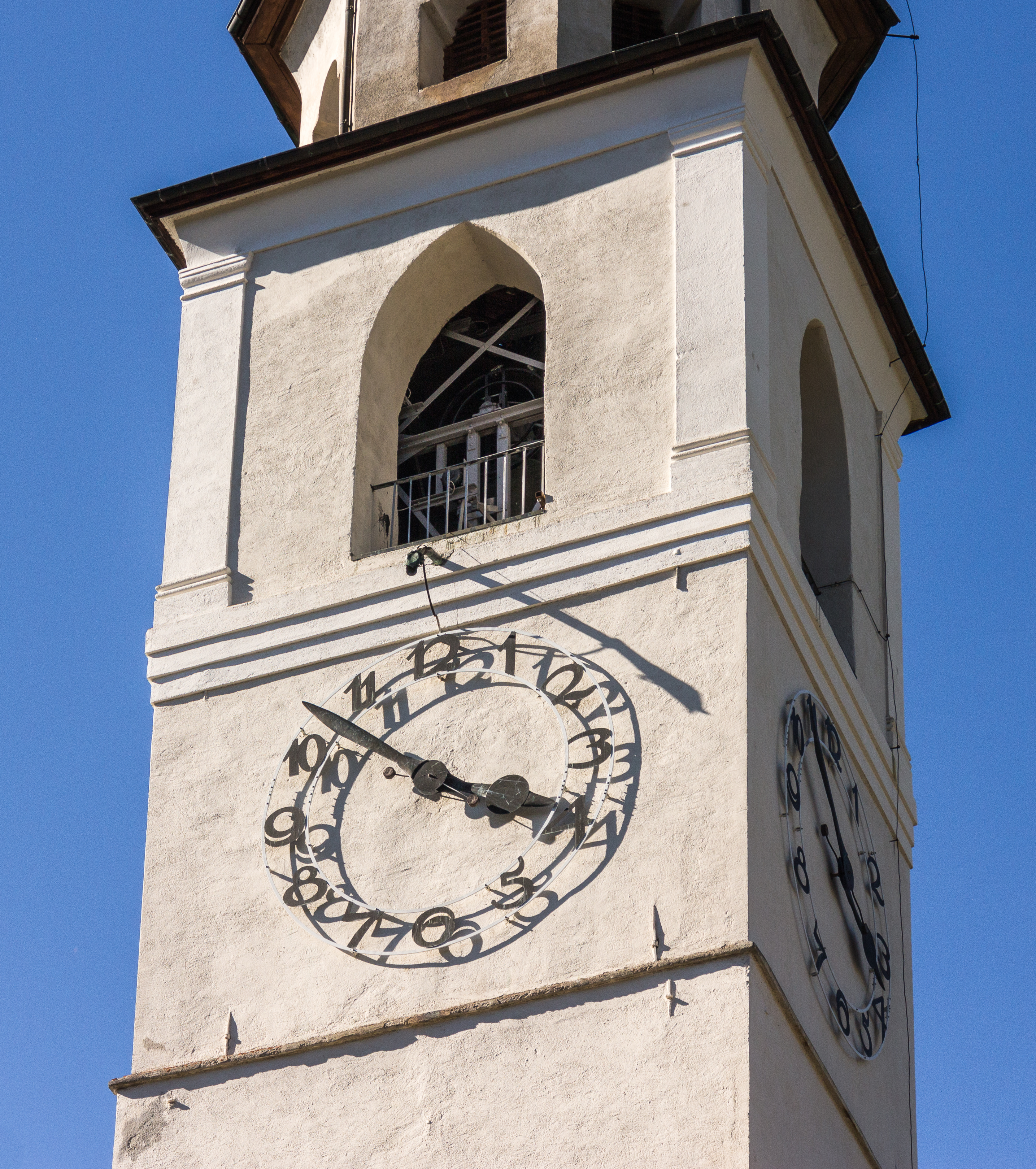
Detail van de kerktoren.

- Gemeinsame Normdatei: 4498757-2
- Historisch woordenboek van Zwitserland: 001529
- Virtual International Authority File: 240530017
- WorldCat: E39PBJwtmHWGTJw9tVHKKrPqQq